# 18th Army Group
Il 18th Army Group fu un gruppo d'armate del British Army durante il periodo della seconda guerra mondiale.
Istituito il 18 febbraio 1943, il 18th Army Group aveva la responsabilità di tutte le truppe di terra degli Alleati impegnate nella campagna di Tunisia, rappresentate dalla First ed Eighth Army britanniche e dal II Corps statunitense; benché comprendesse anche truppe statunitensi, francesi e del Commonwealth, il comando del 18 Army Group era prevalentemente britannico e la sua direzione affidata a un ufficiale britannico, il generale Harold Alexander.
Il 18th Army Group diresse con successo la conclusione della campagna di Tunisia, terminata il 13 maggio 1943 con la resa delle ultime forze italo-tedesche; il 18th Army Group fu quindi sciolto il 15 maggio seguente.

## Storia
Le prime fasi della campagna di Tunisia non si erano svolte ottimamente per gli Alleati. Mentre le truppe anglo-statunitensi sbarcavano in Marocco e Algeria l'8 novembre 1942 (operazione Torch), piegando in breve tempo la poco determinata resistenza delle forze locali della
Francia di Vichy che si affrettarono poi a passare dalla parte degli Alleati, le Potenze dell'Asse avevano rapidamente reagito occupando le basi di Tunisi e Biserta. Il tentativo delle forze alleate di scacciare gli italo-tedeschi dalle loro posizioni a Tunisi con un'offensiva dall'Algeria venne bloccato nel corso della battaglia di Tebourba (25 novembre - 10 dicembre 1942), mentre una serie di contrattacchi delle forze dell'Asse nella Tunisia centrale inflisse alcune imbarazzanti sconfitte agli ancora inesperti reparti statunitensi nel corso delle battaglie di Sidi Bou Zid (14-15 febbraio 1943) e di Kasserine (19-25 febbraio).

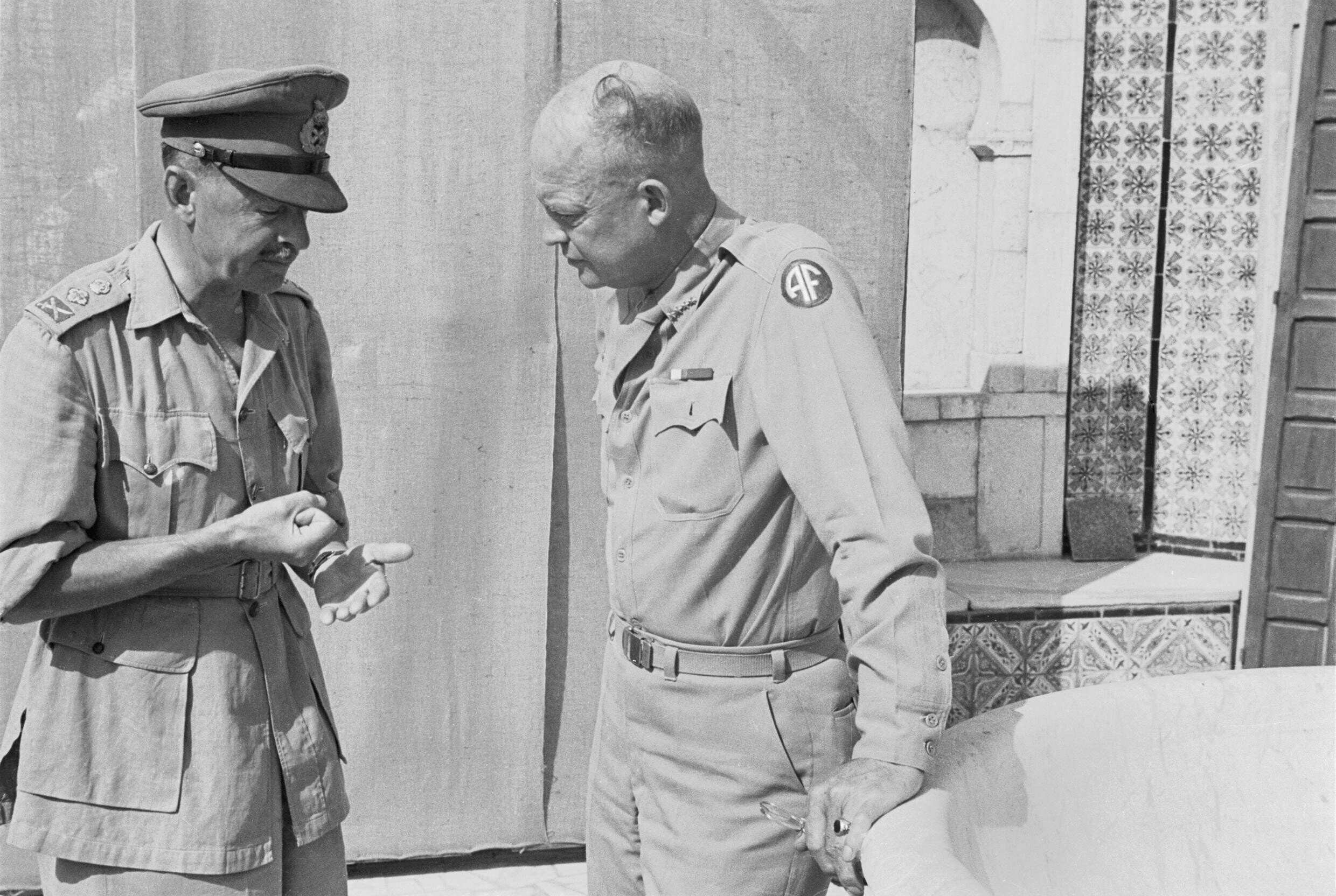
Il comandante del 18th Army Group Alexander (a sinistra) a colloquio con il suo superiore, il generale Eisenhower, durante le operazioni in Tunisia

La pessima prova fornita nelle prime fasi della campagna aveva messo in luce la troppo complessa catena di comando delle forze alleate schierate nella regione: le unità statunitensi, rappresentate dal II Corps del generale Lloyd Fredendall, erano sottoposte al comando della First Army britannica del generale Kenneth Arthur Noel Anderson, mentre le truppe francesi del 19e corps d'armée del generale Louis-Marie Koeltz mantenevano una posizione semi-autonoma e rifiutavano di sottostare al comando di Anderson. La direzione strategica delle operazioni belliche nel Nordafrica francese era demandata all'Allied Force Headquarters del generale statunitense Dwight D. Eisenhower, situato a Londra, ma quella delle operazioni belliche sul fronte libico-egiziano era invece di competenza del Middle East Command britannico con sede a Il Cairo; i rapporti tra i due comandi furono complicati dal fatto che, alla fine del gennaio 1943, l'Eighth Army britannica del generale Bernard Law Montgomery, reduce dal successo della battaglia di El-Alamein in Egitto, aveva completato l'occupazione della Libia ed era entrata nella Tunisia meridionale. I problemi di comando in Tunisia e la vicinanza delle due armate britanniche spinsero quindi per la creazione di un comando di teatro unitario con responsabilità diretta sulle forze in campo, cosa che fu stabilita dai leader alleati riuniti alla conferenza di Casablanca dal 14 al 24 gennaio 1943.
Il 18 febbraio 1943 venne quindi attivato il 18th Army Group: con sede a Costantina in Algeria, il nuovo comando aveva il controllo di tutte le forze di terra degli Alleati impegnate nel teatro di guerra tunisino, nonché il ruolo di coordinamento tra queste e le forze aeree e navali e di gestione della logistica delle armate sul campo. Gerarchicamente subordinato all'Allied Force Headquarters di Eisenhower, benché fosse un'unità multinazionale il 18th Army Group era gestito prevalentemente da ufficiali britannici e secondo le linee organizzative dello stato maggiore britannico; il generale britannico Harold Alexander, già responsabile del Middle East Command, fu nominato alla guida del nuovo gruppo d'armate. Il 18th Army Group aveva responsabilità diretta tanto della First Army (cui furono subordinate, in definitiva, le forze francesi di Koeltz) quanto dell'Eighth Army, ma gli statunitensi ottennero un ruolo autonomo per il loro II Corps, sottratto al comando della First Army di Anderson (con cui gli ufficiali statunitensi avevano un pessimo rapporto) e subordinato direttamente al controllo di Alexander; in compenso, Alexander ottenne la rimozione dal comando del II Corps del generale Fredendall, dimostratosi carente negli scontri di Kasserine, sostituito all'inizio di marzo dal generale George Smith Patton.

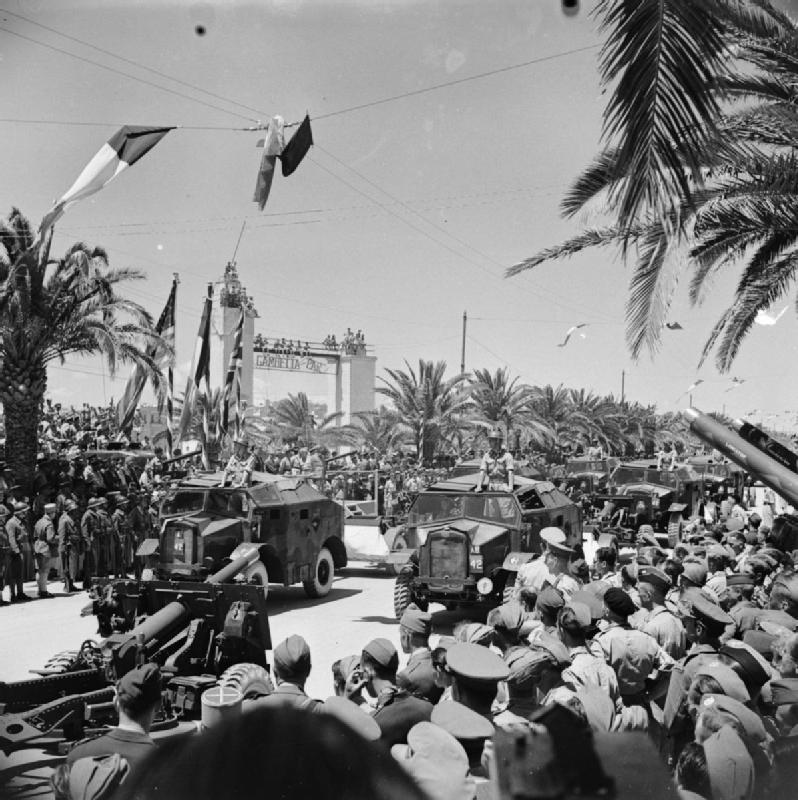
Le truppe alleate sfilano in parata per le vie di Tunisi il 20 maggio 1943

Il 18th Army Group di Alexander diresse quindi con successo la conclusione della campagna di Tunisia. Due ulteriori offensive dell'Asse tra la fine di febbraio e l'inizio di marzo, l'operazione Ochsenkopf contro la First Army nel nord della Tunisia e l'operazione Capri contro l'Eighth Army nel sud, furono respinte con gravi perdite e l'iniziativa passò nelle mani degli Alleati. Tra il 16 e il 31 marzo le forze di Montgomery passarono all'offensiva nel sud della Tunisia (operazione Pugilist) infrangendo la resistenza dell'Asse, anche se un attacco d'appoggio del II Corps statunitense al centro della linea italo-tedesca fu in parte bloccato nel corso della battaglia di El Guettar; il ricongiungimento tra le unità del II Corps e dell'Eighth Army fu infine ottenuto il 7 aprile, al termine degli scontri della battaglia di Wadi Akarit.
Le operazioni conclusive della campagna furono portate a termine tra la fine di aprile e l'inizio di maggio 1943. Il II Corps statunitense fu spostato nella Tunisia settentrionale lungo la costa, per appoggiare la spinta finale in direzione di Tunisi da parte della First Army britannica; l'azione (operazioni Vulcan e Strike) portò rapidamente al successo contro le forze italo-tedesche, gravemente indebolite dal blocco aeronavali imposto dagli Alleati alla testa di ponte tunisina: il 7 maggio i reparti statunitensi presero Biserta, e il 13 maggio quanto restava delle forze dell'Asse capitolò. Con la conclusione della campagna, il 18th Army Group fu quindi sciolto il 15 maggio 1943 e il suo personale ridestinato alle strutture di comando previste per il progettato sbarco in Sicilia.

## Ordine di battaglia
Struttura del 18th Army Group nel marzo 1943:
- First Army
  - V Corps (British Army)
  - IX Corps (British Army) (dal 24 marzo)
  - 19e corps d'armée
- Eighth Army
  - X Corps (British Army)
  - XIII Corps (British Army)
  - XXX Corps (British Army)
- II Corps (United States Army)